# Bonniers konsthall

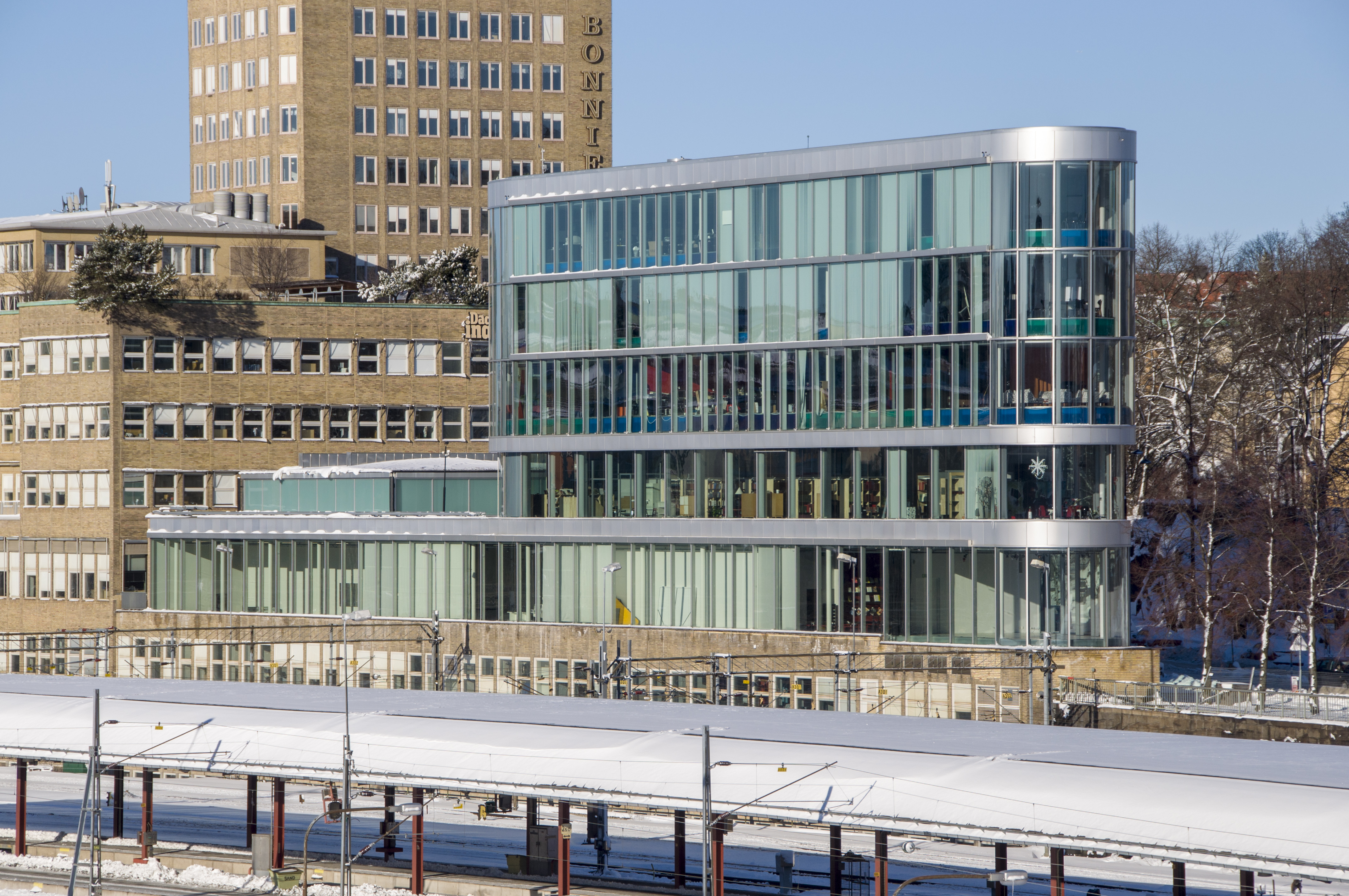
Bonniers konsthall sedd från Kungsholmen.

Bonniers konsthall är en konsthall på Torsgatan i Stockholm, öppnad 2006.

## Historik
Bonniers konsthall är en privat konsthall, finansierad av Maria Bonnier Dahlins stiftelse som instiftades 1985 av Jeanette Bonnier till minne av hennes omkomna dotter Maria Dahlin.
Konsthallen öppnade i september 2006 med en samlingsutställning med verk av tidigare års Maria Bonnier Dahlinstipendiater, som Cecilia Edefalk, Karin Mamma Andersson, Jacob Dahlgren och Gunnel Wåhlstrand.
Konsthallens första chef var Sara Arrhenius som hade tjänsten fram till 2017 då Magnus af Petersens tog över. Från 2019 delades ledarskapet upp, med Theodor Ringborg som konstnärlig ledare, Ellen Wettmark som verksamhetschef och Li Erlandsson som personalchef. I april 2023 tar Joanna Nordin över som konstnärlig ledare.

## Byggnad
Den fem våningar höga byggnaden i glas är triangelformad med rundade hörn och följer Torsgatans krökning. Den ritades av Johan Celsing Arkitektkontor.

### Sveriges museum om Förintelsen
I april 2022 meddelade ledningen för det planerade Sveriges museum om Förintelsen att verksamheten skulle lokaliseras i samma byggnad, en våningen ovanför Bonniers Konsthall, under en period på fem–åtta år i avvaktan på beslut om en slutlig placering, med en första utställning planerad från sommaren 2023.